# Фридлендер, Джонни
Джонни Фридлендер (нем. Johnny Friedlaender; 26 декабря 1912, Плесс — 18 июня 1992, Париж) — немецко-французский художник, живописец, график, гравёр и иллюстратор.

## Биография

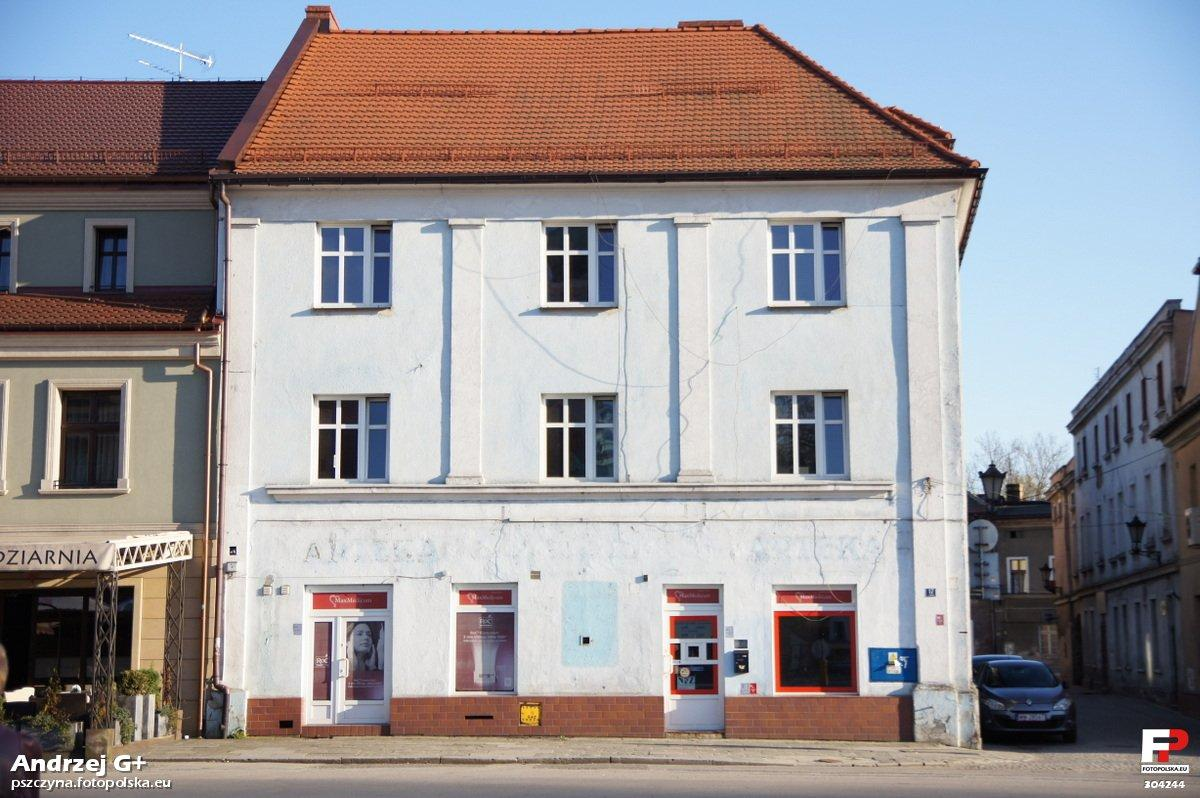
Дом Фридлендеров в Плессе (фото 2012)

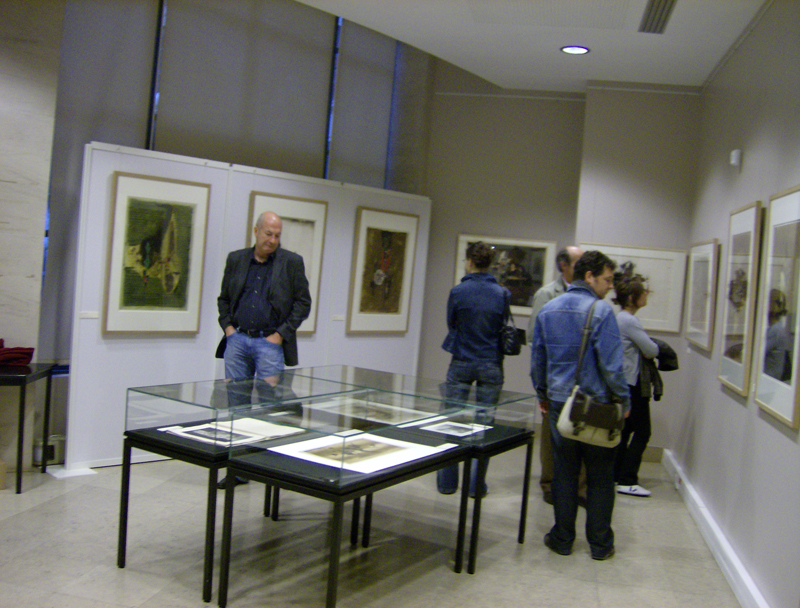
Выставка гравюр Джонни Фридлендера в Национальном институте истории искусств. Париж. Сентябрь 2008

Готтхард Джонни Фридлендер (нем. Gotthard Joachim Friedlaender) родился в Плессе (Прусская Силезия), в семье фармацевта. В 1922 году он окончил среднюю школу в Бреслау, затем поступил в Академию художеств (Akademie der Bildenden Kunste) в Бреслау, где учился у Отто Мюллера и Карло Мензе. Фридлендер окончил академию как магистрант в 1928 году. В 1930 году он переехал в Дрезден, где участвовал в выставках галереи Й. Санделя в Дрезденском художественном музее. Часть 1933 года он прожил в Берлине, а затем отправился в Париж. В этом же году он был арестован. После двух лет проведенных в нацистском концентрационном лагере он эмигрировал в Чехословакию, где поселился в Остраве, организовав там первую персональную выставку своих офортов.
В 1936 году Фридлендер посетил Швейцарию, Австрию, Францию и Бельгию. В Гааге он провел успешную выставку своих офортов и акварелей. В 1937 году он бежал в Париж как политический беженец от нацистского режима со своей молодой женой-актрисой. В том же году он провел выставку своих офортов, в которую вошли работы серии: L 'Equipe и Matieres et Formes. С 1939 по 1943 год Фридлендер был интернирован в ряде концентрационных лагерей, но выжил.
После освобождения в 1944 году Фридлендер начал серию из двенадцати офортов под названием Images du Malheur, издателем которой был Сажиле. В том же году он получил заказ на иллюстрации к четырем книгам братьев Жана и Жерома Таро из Французской академии. В 1945 году он работал в нескольких газетах, включая Cavalcade и Carrefour. В 1947 году он создал работу Rêves Cosmiques и в том же году стал членом Салона де Май, занимая эту должность до 1969 года. В 1948 году он подружился с художником Николя де Сталем и провел свою первую выставку в Копенгагене в галерее Birch. В следующем году он впервые выставил свои работы в галерее La Hune в Париже. Прожив в Париже 13 лет, Фридлендер получил французское гражданство путем натурализации 28 ноября 1952 года.
В 1951 году Фридлендер выставился в Токио, на выставке современного искусства. В том же году он был участником XI Триеннале в Милане. К 1953 году он создал работы для персональной выставки в Музее Невшателя и выставлялся в Galerie Moers в Амстердаме, II Camino Gallery в Риме, Сан-Паулу и в Париже. В том же году он был участником Французско-итальянской художественной конференции в Турине.
В 1957 году Фридлендер получил международную художественную премию, став лауреатом премии Биеннале Какамура в Токио. В 1959 году он получил преподавательскую должность, присужденную ЮНЕСКО в Музее современного искусства в Рио-де-Жанейро. К 1968 году Фридлендер совершал поездки со своими выставками в Пуэрто-Рико, Нью-Йорке и Вашингтоне. В том же году он также купил дом в Бургундии. 1971 год стал еще одним годом разнообразных международных поездок, включая выставки в Берне, Милане, Париже, Крефельде и снова в Нью-Йорке. В последнем городе он выставлял картины в Far Gallery.
В своей студии в Париже Фридлендер обучал молодых художников, многие из которых сами стали значительными мастерами. В том чисте: Артур Луис Пиза, Брижит Кудрен, Рене Каркан, Андреас Ноттебом, Грасиела Родо Буланже, Марту Зельт. Как и Фридлендер, его ученики стали профессионалами печатной графики: литографии и офорта. 
В 1978 году в Музее современного искусства города Парижа прошла ретроспектива работ Фридлендера. Три года спустя в Регенсбурге ему была вручена премия Ловиса Коринта. На 75-летие Фридлендера прошла ретроспектива в Бременской художественной галерее. На 80-летие ретроспективная выставка прошла в Бонне, в здании городского совета. 
Фридлендер умер в Париже, в возрасте 80 лет.